# Comuna Lîsohirka, raionul Zaporijjea, regiunea Zaporijjea
Lîsohirka (în ucraineană Лисогірка) este o comună în raionul Zaporijjea, regiunea Zaporijjea, Ucraina, formată din satele Bilenke-Perșe, Kanivske și Lîsohirka (reședința).

## Demografie
Componența lingvistică a comunei Lîsohirka
     Ucraineană (82,26%)
     Rusă (17,09%)
     Alte limbi (0,12%)
Conform recensământului din 2001, majoritatea populației comunei Lîsohirka era vorbitoare de ucraineană (82,26%), existând în minoritate și vorbitori de rusă (17,09%).